# Nethinius amicus
Nethinius amicus là một loài bọ cánh cứng trong họ Cerambycidae.